# Lê Tất Đắc
Lê Tất Đắc (1906 - 2000) là nhà cách mạng lão thành Việt Nam, Đại biểu Quốc hội Việt Nam khóa I, Bí thư Tỉnh ủy Thanh Hóa, Thứ trưởng Bộ Nội vụ.
Ông sinh ngày 10 tháng 10 năm 1906 tại Hoằng Phúc, Hoằng Hóa, Thanh Hóa.

## Quá trình hoạt động cách mạng
Với lòng yêu nước nồng nàn, ngay từ năm 1925 Lê Tất Đắc đã tích cực tham gia các phong trào của học sinh chống lại chế độ thực dân, phong kiến. Năm 1928, gia nhập Đảng Tân Việt cách mạng, năm 1929 chuyển sang Đông Dương cộng sản liên đoàn.
Ngày 3 tháng 2 năm 1930, Đảng Cộng sản Đông Dương ra đời, Lê Tất Đắc là một trong những đảng viên đầu tiên của Đảng, được cử làm bí thư chi bộ ga Vinh, sau đó tham gia Xứ ủy Trung Kỳ và thành lập Tỉnh ủy lâm thời tỉnh Thanh Hóa.
Từ tháng 6 năm 1931 đến tháng 8 năm 1939, ông bị địch bắt, giam ở các nhà lao Vinh, Thanh Hóa, Quảng Nam và bị kết án 13 năm tù, bị đày đi Lao Bảo rồi Buôn Ma Thuột. Từ tháng 9 năm 1939 đến tháng 7 năm 1940, do phong trào đấu tranh của Mặt trận Bình Dân, ông được ra tù và được Xứ ủy cử đi xây dựng cơ sở tại Nghệ An. Từ tháng 8 năm 1940 đến tháng 1 năm 1942 ông bị địch bắt lại, bị kết án 12 năm tù và tiếp tục đày đi Buôn Ma Thuột. Từ tháng 2 năm 1942 đến tháng 1 năm 1944, ông cùng đồng đội vượt ngục (trong đó có đồng chí Nguyễn Chí Thanh), về Thanh Hóa bắt liên lạc với các tổ chức cách mạng, xây dựng Đảng bộ, rồi được bầu là Bí thư Tỉnh ủy Thanh Hóa.
Từ tháng 2 năm 1944 đến tháng 4 năm 1944, ông được Trung ương điều ra Hà Nội tham gia thành lập Thành ủy Hà Nội. Tháng 5 năm 1944 đến tháng 2 năm 1945, ông bị địch bắt và bị kết án tù chung thân, bị giam tại nhà tù Hỏa Lò.
Tháng 3 năm 1945, ông vượt nhà giam, trở về Thanh Hóa tham gia chỉ huy chuẩn bị Tổng khởi nghĩa. Tổng khởi nghĩa thành công, ông được Trung ương chỉ định làm Chủ tịch tỉnh Thanh Hóa.
Năm 1946 ông được bầu làm Đại biểu Quốc hội Việt Nam khóa I tại tỉnh Thanh Hóa. Từ tháng 7 năm 1946 đến tháng 7 năm 1948, ông về nhận công tác tại Bộ Quốc phòng, phụ trách Trường Chính trị viên Quân đội sau đó giữ chức Phó Cục trưởng Chính trị Cục (nay là Tổng cục Chính trị); Trưởng phòng Tuyên truyền (tiền thân của Cục Tuyên huấn) kiêm Chủ nhiệm báo "Vệ Quốc quân" (tiền thân của báo Quân đội nhân dân), Giám đốc Nhà xuất bản Vệ Quốc quân (tiền thân của Nhà xuất bản Quân đội nhân dân).
Từ tháng 8 năm 1948 đến tháng 6 năm 1951, ông cùng đồng chí Lê Văn Lương phụ trách trường Nguyễn Ái Quốc, Ủy viên Ban Tuyên huấn Trung ương, Ủy viên Ban trù bị Đại hội Đảng toàn quốc lần thứ 2.
Từ tháng 7 năm 1951 đến tháng 2 năm 1953 ông được cử đi học trường Mác - Lênin tại Bắc Kinh, Trung Quốc.
Từ tháng 3 năm 1953 đến tháng 7 năm 1977, ông về công tác tại Bộ Nội vụ, lần lượt giữ các chức vụ: Phó Giám đốc Vụ Tổ chức cán bộ, Ủy viên Ban Tổ chức Trung ương, Ủy viên Hội đồng Khen thưởng Trung ương, Ủy viên Bình dân học vụ Trung ương, Phó ban đón tiếp đồng bào, quân đội miền Nam tập kết, Thứ trưởng Bộ Nội vụ.
Ông mất ngày 19 tháng 3 năm 2000 hưởng thọ 95 tuổi.

## Vinh danh
Nhờ những công lao to lớn đóng góp cho sự nghiệp cách mạng, ông đã được Đảng và Nhà nước tặng thưởng Huân chương Độc lập hạng Nhất, Huy hiệu 70 năm tuổi Đảng cùng nhiều phần thưởng cao quý khác.
Tại quê hương ông huyện Hoằng Hóa có trường tiểu học mang tên Lê Tất Đắc. Tại phường Đông Sơn TP Thanh Hóa có phố Lê Tất Đắc.